# Štěpán Trochta
Štěpán Trochta (Francova Lhota, 26 marzo 1905 – Litoměřice, 6 aprile 1974) è stato un cardinale e vescovo cattolico ceco, perseguitato prima dai nazisti e successivamente dal regime comunista della Repubblica democratica cecoslovacca.

## Biografia
Nacque a Francova Lhota il 26 marzo 1905, primogenito di František e Anna Trochta.
Ricevette l'ordinazione sacerdotale a Torino, ove aveva compiuto gli studi presso l'Istituto Filosofico Salesiano, il 29 giugno 1932, divenendo membro della Società salesiana di San Giovanni Bosco. Inviato in Moravia, dovette presto interrompere la sua attività didattica ed organizzativa a seguito dell'occupazione nazista della Cecoslovacchia. Dopo l'attentato a Reinhard Heydrich, Governatore nazista del Protettorato di Boemia e Moravia, fu arrestato dalla Gestapo, sottoposto a tortura ed inviato al Campo di sterminio di Terezin e successivamente a quello di Mauthausen, dal quale scampò miracolosamente alla morte.
Nel 1947 fu consacrato vescovo e gli fu assegnata la diocesi di Litoměřice. Tuttavia il regìme comunista cecoslovacco gli impedì di fatto l'attività episcopale fino a che, nel 1953, fu arrestato dai Servizi di Sicurezza della Cecoslovacchia con le accuse di spionaggio e di "attività antistatale" e condannato a vent'anni di carcere. Amnistiato nel 1960, fu liberato dal carcere ma gli fu vietata ogni attività pastorale.
Papa Paolo VI lo elevò al rango di cardinale in pectore nel concistoro del 1969, ma la nomina venne poi resa pubblica solo nel concistoro del 5 marzo 1973.
Morì il 6 aprile 1974 all'età di 69 anni.

## Genealogia episcopale e successione apostolica
La genealogia episcopale è:
- Cardinale Scipione Rebiba
- Cardinale Giulio Antonio Santori
- Cardinale Girolamo Bernerio, O.P.
- Arcivescovo Galeazzo Sanvitale
- Cardinale Ludovico Ludovisi
- Cardinale Luigi Caetani
- Cardinale Ulderico Carpegna
- Cardinale Paluzzo Paluzzi Altieri degli Albertoni
- Papa Benedetto XIII
- Papa Benedetto XIV
- Papa Clemente XIII
- Cardinale Marcantonio Colonna
- Cardinale Giacinto Sigismondo Gerdil, B.
- Cardinale Giulio Maria della Somaglia
- Cardinale Carlo Odescalchi, S.I.
- Cardinale Costantino Patrizi Naro
- Cardinale Lucido Maria Parocchi
- Papa Pio X
- Papa Benedetto XV
- Papa Pio XII
- Arcivescovo Saverio Ritter
- Cardinale Štěpán Trochta, S.D.B.

La successione apostolica è:
- Vescovo Ladislao Hlad (1950)